# Nagykarácsony
Nagykarácsony è un comune dell'Ungheria di 1.520 abitanti (dati 2001). È situato nella contea di Fejér.
Questo paese dal 1995, è la casa ungherese di Babbo Natale e i bambini possono spedire qui le loro letterine. La casa di Babbo Natale si trova nel cuore del paese, al numero 14 di via Petőfi Sándor. Quasi ogni anno "dal 15 novembre al 23 dicembre" a Nagykarácsony, si svolge il festival di Babbo Natale.